# Cornel Boiangiu
Cornel Boiangiu (n. 7 noiembrie 1941 d. 7 iunie 2019) este un fost senator român în legislatura 1996-2000 și deputat în legislatura 2000-2004, ales în județul Dolj pe listele partidului PNL. Din aprilie 2002, Cornel Boiangiu a fost deputat neafiliat. 
Cornel Boiangiu s-a născut la Gangiova, județul Dolj. În 1959, când era elev, Cornel Boiangiu a fost arestat și condamnat la 21 de ani pușcărie pentru atitudine anticomunistă. După eliberarea din 1964, Cornel Boiangiu a studiat medicina și este medic psihiatru.
În legislatura 1996-2000, Cornel Boiangiu a fost membru în comisia pentru apărare, ordine publică și siguranță națională. În cadrul activității sale parlamentare, Cornel Boiangiu a fost membru în grupurile parlamentare de prietenie cu Regatul Suediei și Republica Africa de Sud. Cornel Boiangiu  a inițiat 2 propuneri legislative dintre care 1 a fost promulgată lege.
În legislatura 2000-2004, Cornel Boiangiu a fost membru în comisia pentru apărare, ordine publică și siguranță națională. În cadrul activității sale parlamentare, Cornel Boiangiu a fost membru în grupurile parlamentare de prietenie cu Republica Azerbaidjan, Albania, Republica Turcia și Japonia. Cornel Boiangiu  a inițiat 8 propuneri legislative dintre care 1 a fost promulgată lege.